# موزه نورمن راکول
موزه نورمن راکول (انگلیسی: Norman Rockwell Museum) موزه‌ای هنری در استوکبریج، ماساچوست است که به آثار هنری نورمن راکول اختصاص داده شده‌است و بزرگ‌ترین مجموعه از آثار اصلی راکول در دنیا را در خود جای داده‌است.

## تاریخچه
این موزه در ۱۹۶۹ در استوکبریج ماساچوست، جایی که راکول ۲۵ سال پایانی زندگی‌اش را در آن‌جا زندگی می‌کرد، افتتاح شد. این موزه در اصل در خیابان اصلی در ساختمانی واقع بود که اولد کرنر هوس خوانده می‌شد. موزه ۲۴ سال بعد به مکان فعلی‌اش منتقل شد و در ۳ آوریل ۱۹۹۳ به روی عموم بازگشایی شد. طراح ساختمان فعلی موزه رابرت استرن است.

## مجموعه
علاوه بر ۵۷۴ اثر اورجینال از راکول، موزه خانه آرشیو راکول شامل بیش از صدهزار قطعه مختلف است که در آن عکس، نامه‌های طرفداران و اسناد تجاری مختلف وجود دارد. در سال ۲۰۱۴ مدرسه هنرمندان مشهور، آرشیو خود را که شامل طراحی‌های راکول می‌شد را به موزه اهدا کرد. از آثار مشهور راکول که در این موزه نگهداری می‌شود می‌توان به مجموعه نقاشی آزادی‌های چهارگانه اشاره کرد. شاخه یادگیری و تعامل دیجیتالی موزه، تجربیات چند رسانه ای را تولید خواهد کرد.